# Тишина (фильм, 1964)
«Тишина» — советский двухсерийный художественный фильм, экранизация опубликованного в 1962 году одноимённого романа Юрия Бондарева.

## Сюжет
1945 год. Вместе с другими военнослужащими, демобилизованными после окончания Великой Отечественной войны, из Германии возвращается 22-летний капитан Сергей Вохминцев, командир артиллерийской батареи. Молодой фронтовик с надеждой смотрит в будущее мирной жизни, начавшейся для него знакомством с девушкой-геологом Ниной…
Однако радость Сергея омрачает встреча с другим бывшим комбатом — Аркадием Уваровым, погубившим свою батарею и переложившим вину на младшего командира, который попал под трибунал и погиб в штрафбате. Вохминцев, единственный оставшийся в живых свидетель трагедии, публично изобличает Уварова. Конфликт, возникший в ресторане, заканчивается штрафом за мелкое хулиганство. На встрече нового 1946 года, куда Сергей приходит вместе с Ниной, вновь оказывается Уваров; он произносит патриотические тосты и набивается в друзья, но Вохминцев отказывается пить с ним за Сталина  и уводит Нину, оставив гостей. Уваров, во второй раз едва избежавший публичного разоблачения своего позорного прошлого, этого не забыл.
Три года спустя. Сергей учится в институте нефти имени Губкина, куда поступил по совету Нины, и живёт с отцом и младшей сестрой в коммунальной квартире, соседствуя с семьями художника Мукомолова — автора «идеологически чуждых» власти картин, и беспринципного гражданина Быкова, мечтающего расширить свою жилплощадь. По доносу соседа или по иной причине старый коммунист Николай Вохминцев арестован органами МГБ, но считает это «ошибкой» и верит, что «во всём разберутся». Верит в справедливость и Сергей: чтобы отстоять честное имя отца в «компетентных органах», требуется время, и он идёт в деканат с просьбой об освобождении от прохождения учебной практики.
Но в институте уже известно об аресте, и Уваров — отличник, активист, член бюро и лучший друг секретаря партийной организации института — рад воспользоваться представившимся случаем и уничтожить своего обличителя. Студента Вохминцева разбирают на партбюро, припоминая то, что он скрыл информацию об аресте отца, «хулиганство» в общественном месте, и отказ выпить за здоровье вождя… В довершение Уваров, пользуясь своим авторитетом, цинично обвиняет Сергея в преступлении, которое совершил сам, — ведь других свидетелей война не оставила… Результат — решение об исключении Вохминцева из партии, после которого оклеветанный студент подаёт заявление об уходе из института.
Сергей уезжает далеко из родных мест — в Казахстан, где со своей «запятнанной» биографией смог устроиться на работу по специальности, и живёт, не оставляя надежду на то, что рано или поздно правда откроется.
Продолжение истории главного героя — в романе Юрия Бондарева «Двое» (1964).

## В ролях
- Виталий Коняев   — Сергей Вохминцев
- Георгий Мартынюк — Константин Корабельников
- Лариса Лужина — Нина
- Наталья Величко — Ася, сестра Сергея
- Владимир Емельянов — Николай Григорьевич, отец Сергея и Аси
- Георгий Жжёнов — Аким Никитич Гнездилов
- Сергей Плотников — Игорь Витальевич Морозов, декан факультета
- Всеволод Сафонов — Павел Матвеевич Свиридов, секретарь партбюро
- Михаил Ульянов — Пётр Иванович Быков
- Лилия Гриценко — Мукомолова
- Владимир Земляникин — Григорий Косов, парторг курса
- Евгений Лазарев — Аркадий Уваров
- Николай Волков — Мукомолов, художник
- Феликс Яворский — милиционер
- Николай Лебедев — продавец костюма

## Съёмочная группа
- Авторы сценария: Владимир Басов, Юрий Бондарев
- Режиссёр: Владимир Басов
- Оператор: Тимофей Лебешев
- Художник: Георгий Турылёв
- Художник по костюму: Валентин Перелётов
- Композитор: Вениамин Баснер
- Песни Вениамина Баснера на стихи Михаила Матусовского исполняют:
  - Лев Барашков — «На безымянной высоте»
  - Майя Кристалинская — «От разлуки до разлуки»

## Награды
- Главный приз I Всесоюзного кинофестиваля.
- Приз I Всесоюзного кинофестиваля «Лучшему директору картины» — Виктору Цирулю.